# Abdürreşid İbrahim
Abdürresid Ibrahim (en Tatar : Габдрәшит Ибраһимов, 23 avril 1857 - 31 août 1944) est un musulman de Russie, un Tatar originaire de Sibérie occidentale, ouléma dans des écoles de théologie de Russie, juge à l'Assemblée spirituelle d'Orenbourg. Grand voyageur, il a parcouru une partie de l'Europe, du Proche-Orient et de l'Asie centrale avant d'entreprendre plusieurs voyages au Japon, le premier en 1908, dont il tirera un ouvrage de 900 pages Le Monde de l'Islam et la diffusion de l'islam au Japon.

## Biographie
Né le 23 avril 1857 à Tobolsk, en Sibérie occidentale (actuellement Russie), d'une famille ouzbek originaire du Turkestan, Abdürresid Ibrahim se dit lui-même Turc de Russie ou Tatar. Il décède le 31 août 1944 au Japon.
Après des études à l'école de sa ville et dans une médressé de la région de Kazan, il étudia plusieurs années à Médine où il perfectionna ses connaissances en théologie et en arabe. De retour en Russie en 1885, il enseigne la théologie et acquiert une réputation grâce à sa connaissance des langues et sa formation. En 1892, il est nommé juge (kadt) à l'Assemblée spirituelle d'Orenbourg, la plus haute instance islamique de l'empire des Tsars.
En 1895, il abandonne ses fonctions pour se rendre à Istanbul, où il publie des pamphlets anti-russes dénonçant l'oppression du régime tsariste sur les musulmans de Russie. Entre 1897 et 1900, il accomplit un long voyage d'Egypte au Turkestan chinois en passant par la Palestine, l'Italie, la France, l'Autriche, les Balkans, le Caucase.
De retour en Russie, il devient en 1905-1906, l'un des dirigeants du mouvement qui agite les musulmans de Russie à la faveur de la révolution. Recherché par la police du tsar, il prend le chemin de l'Extrême-Orient et du Japon en septembre 1908, attiré par ce pays sorti vainqueur de la guerre russo-japonaise de 1904-1905.
Le premier tome du Monde de l'islam, avec la partie consacrée au Japon, paraît dès l'année de son retour en 1910.
Entre 1934 et 1944, il entreprend un second voyage au Japon, pendant lequel il jette les bases de l'islam et projette la construction d'une mosquée à Tokyo, dont il deviendra le premier imam et en 1939 il assure la reconnaissance officielle de l'Islam au Japon. 
Son décès en août 1944 a été annoncé par la radio japonaise, il a été enterré dans une grande  cérémonie après quatre jours d’attente pour rassembler ceux qui voulaient venir le voir. 

## Récit de voyage
Le récit d'Abdürresid fourmille d'informations sur les mœurs des Japonais, sur la vie sociale, politique, économique et intellectuelle du pays. Mais au delà de la relation de son séjour, il insiste sur la leçon que les musulmans doivent retenir de l'expérience japonaise: il est possible d'être moderne sans perdre son identité nationale, il n'est pas nécessaire de s'occidentaliser pour se moderniser.
Une comparaison s'impose avec celui que l'on a appelé "le globe-trotter de l'islam" le tangérois Ibn Battouta, qui au XIVe siècle sillonna le monde musulman pendant vingt neuf ans du Maroc aux confins de la Chine. Abdürresid se réfère explicitement à cet illustre prédécesseur au cours de son voyage.
Si le Japon occupe le tiers de sa relation de voyage, Abdürresid commente ses voyages dans d'autres pays que sont la Mandchourie, la Corée, la Chine, l'archipel indonésien, l'Inde anglaise et finalement les lieux saints de l'islam.